# Rikošet
Rikošet (francuski: ricochet) odbijanje je ili odskakanje metka od površine. 
Većina rikošeta uzrokovana je slučajno i dok sila otklona usporava projektil, on još uvijek može biti energičan i gotovo jednako opasan kao i prije otklona. Mogućnost rikošeta jedan je od razloga za uobičajeno sigurnosno pravilo vatrenog oružja: "Nikada ne pucaj metkom u ravnu, tvrdu površinu."  Rikošet se može dogoditi s bilo kojim kalibrom, ali kratki ili okrugli meci koji se odbijaju možda neće proizvesti štetu uzrokovanu prevrtanjem nepravilnih oblika. Rikošeti predstavljaju opasnost od pucanja jer, sve dok zadržavaju dovoljnu brzinu, meci ili fragmenti metka koji se odbijaju mogu uzrokovati kolateralnu štetu životinjama, predmetima ili čak osobi koja je ispalila hitac.